# Birma na Letnich Igrzyskach Olimpijskich 1960
Birmę na Letnich Igrzyskach Olimpijskich 1960 reprezentowało 10 zawodników, byli to sami mężczyźni.

## Skład kadry

### Boks
- Hla Nyunt
  - Waga musza - 9. miejsce

- Thein Myint
  - Waga kogucia - 5. miejsce

- Than Tun
  - Waga piórkowa - 17. miejsce

### Lekkoatletyka
- Myitung Naw
  - Maraton - 27. miejsce

### Pływanie
- Tin Maung Ni
  - 1500 m stylem dowolnym - 22. miejsce

### Podnoszenie ciężarów
- Tun Maung Kywe
  - Waga od 56 do 60 kg - 7. miejsce

- Nil Tun Maung
  - Waga od 60 do 67,5 kg - nie ukończył

### Żeglarstwo
- Lwin U Maung Maung
  - Klasa Finn - 30. miejsce

- Gyi Khin Pe
Chow Park Wing
  - Klasa Tornado wagi ciężkiej - 29. miejsce